# Mohammed Amin al-Husseini
Pour les articles homonymes, voir Famille al-Husseini.
Mohammed Amin al-Husseini (en arabe : محمد أمين الحسيني), également connu sous le nom d’Hadj Amin al-Husseini et souvent désigné par son titre de grand mufti de Jérusalem, né le 4 juillet 1895 (1313 AH) à Jérusalem et mort le 5 juillet 1974 à Beyrouth, est un chef religieux musulman et un homme politique nationaliste de Palestine, notamment durant le mandat britannique (1920-1948) consécutif à la Première Guerre mondiale.
Devenu en 1921 grand mufti de Jérusalem, au début de la période mandataire, il occupe une place centrale dans le nationalisme palestinien de cette époque, face au mouvement sioniste qui développe la présence juive dans la région.
En 1936, il est l'instigateur de la « grande révolte » contre les autorités britanniques, considérées comme trop complaisantes envers le sionisme. Exilé par les Britanniques en 1937, il mise sur une alliance avec l'Allemagne nazie, dont il sert la propagande pendant la Seconde Guerre mondiale et dont il approuve la politique.
Il rencontre Adolf Hitler en 1941 et il appelle à la participation des Arabes à l'effort de guerre du Troisième Reich, y compris par des engagements dans la Wehrmacht.
Au lendemain de la Seconde Guerre mondiale, il dirige le camp palestinien pendant la guerre civile de 1947-1948 en Palestine mandataire. Il perd de son influence à la suite de la défaite des armées arabes lors de la grande guerre de 1948.
Al-Husseini perdra progressivement sa représentativité auprès du peuple palestinien après la création de l'Organisation de libération de la Palestine (OLP) en 1964.
Sa collaboration avec les Nazis pendant la guerre, son antisémitisme et ses prises de position sur la Shoah allant jusqu'à l'approuver, font de lui une figure particulièrement controversée parmi les protagonistes du conflit israélo-palestinien.

## Biographie

### Origines familiales et jeunesse
La famille El Husseiny de Jérusalem était l'un des clans les plus puissants et les plus respectés de la société arabe palestinienne depuis des siècles. Les Husseiny prétendent être descendants de Al-Hussein ibn Ali, petit-fils du prophète Mahomet.

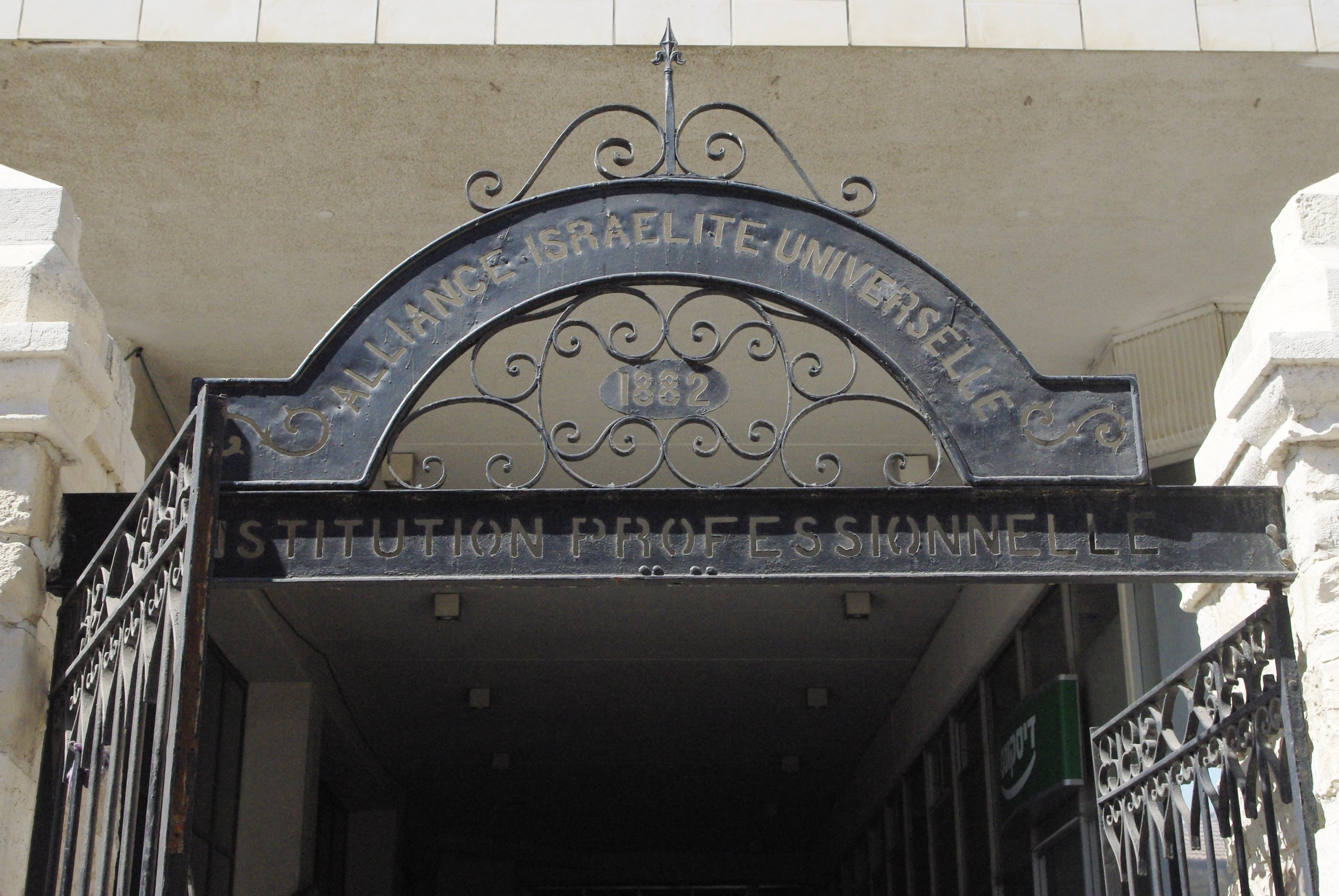
Le portail de l'école de l'AIU fréquentée par Mohammed Amin al-Husseini et située rue de Jaffa.

Amin al-Husseini est le neveu de Moussa Qazem al-Husseini, leader nationaliste et homme politique palestinien. Durant sa jeunesse, il est éduqué pour succéder à son père, mufti de Jérusalem. Il étudie dans une école gouvernementale turque et est un temps élève à l'AIU (Alliance israélite universelle) à Jérusalem, qui accueille toutes les confessions et était à l'époque un « choix normal pour les enfants de notables musulmans », et également à l’école française des Frères. C'est là qu'il apprend le français.
En 1912, il étudie la loi islamique à l'université Al-Azhar du Caire, où il est le disciple de Rachid Rida - considéré comme un théoricien des Frères musulmans et idéologue du djihad, qui a influencé l’islamisme radical jusqu'à nos jours - à l’école Dar al-Da’wa wa-l-Irshad puis il poursuit ses études dans une école d'administration à Constantinople.
En 1913, à 18 ans, il effectue le pèlerinage de la Mecque et rajoute Hadj à son nom, comme le permet la tradition musulmane, pour se faire appeler « Hadj Amin al-Husseini », un des deux noms sous lesquels il est le plus souvent cité.
Durant la Première Guerre mondiale, il s'engage comme volontaire dans l'armée ottomane dès 1914, qu'il quitte en 1917 pour retourner à Jérusalem. Après la victoire britannique sur les Ottomans et leur arrivée en Palestine, il collabore avec les Britanniques et devient « un musulman pieux, au service d'une armée chrétienne, contre un ennemi musulman »,.

### Leader politique

#### Militant pan-arabe
Après la guerre, Amin al-Husseini devient membre d'Al-Nadi, une société secrète qui milite pour l'indépendance de la Syrie-Palestine. À cette époque, les Français affrontent les Arabes dirigés par le roi Fayçal ibn Hussein pour le contrôle de la Syrie, et les Alliés ne se sont pas encore prononcés définitivement sur l'avenir du Moyen-Orient.
En 1919, dans le contexte de la montée du nationalisme arabe et de la visite de la commission King-Crane ayant la mission de recueillir l'avis des populations locales sur le mode de gouvernement qu'elles souhaitent, les dirigeants nationalistes Aref al-Aref et Amin al-Husseini parcourent les villes et villages palestiniens afin d'y organiser des manifestations en faveur du gouvernement hachémite de Fayçal.
En 1920, il écrit des articles dans la revue Surivah al Janubivah (Syrie du Sud), qui appellent à chasser les Juifs et à les massacrer. Les autorités britanniques l'accusent d'être l'un des principaux instigateurs du pogrom anti-Juifs d'avril 1920, qui tue une dizaine de Juifs et en blesse plus de 250, afin de faire pression sur les Alliés à la veille de la Conférence de San Remo (1920). Son rôle lui vaut une condamnation à 10 ans d'emprisonnement, mais il s'enfuit pour Damas, avant d'être arrêté puis nommé grand mufti par le pouvoir britannique.

#### Grand mufti de Jérusalem
Le 8 juillet 1920, en geste d'apaisement, le Haut-Commissaire, Herbert Samuel, qui vient d'arriver en Palestine mandataire, le gracie, ainsi que les autres personnes condamnées lors des émeutes,,, ce qui lui permet de revenir en Palestine et favorise sa candidature au poste de mufti de Jérusalem.
En mars 1921, Kamil al-Husseini, par ailleurs grand mufti et demi-frère d'Hadj Amin al-Husseini, meurt. Selon la loi, des élections sont organisées et le haut-commissaire britannique doit choisir parmi les trois premiers candidats celui à qui le poste échoit. Amin al-Husseini termine quatrième. Néanmoins, Herbert Samuel, soucieux de maintenir un équilibre entre les al-Husseini et le clan rival des Nashashibi (en), invalide le scrutin et décide de nommer Amin al-Husseini mufti de Jérusalem, un poste détenu par le clan al-Husseini depuis plus d'un siècle.
En tant que grand mufti de Jérusalem et président du Conseil suprême musulman, il est le fonctionnaire arabe le plus puissant de la Palestine mandataire, sa position lui permet de contrôler des budgets importants.
Amin al-Husseini conserve son titre de mufti jusqu'en 1948, date à laquelle il est remplacé par Husam al-Din Jarallah, nommé par le roi de Transjordanie, Abdallah Ier.
En juillet 1920, mandatée par la Société des Nations, la France prend le contrôle de la Syrie et chasse Fayçal de Damas. Le pan-arabisme de la révolte arabe de 1916-1918 est vaincu. Un nouveau nationalisme arabe émerge, et en Palestine Amin al-Husseini s'imposera comme l'un de ses leaders.

#### Nationalisme palestinien
Par la suite, en tant que dirigeant arabe palestinien, Amin al-Husseini joue un rôle central dans l'opposition à l'immigration juive en Palestine et à la présence britannique.
Après son retour en Palestine en 1921, al-Husseini continue ses activités politiques.
Son rôle dans le massacre de Juifs d'Hébron en 1929 est controversé.
À l'arrivée au pouvoir d'Adolf Hitler en 1933, al Husseini fait part de l'enthousiasme des musulmans au sujet du nouveau régime en Allemagne, tout en espérant que le fascisme se répande dans toute la région, de son soutien à la « politique juive » des nazis et s'engage « à faire de semblables efforts contre les Juifs dans l'ensemble du monde islamique ».
En mars 1935, le clan Husseini crée son propre parti politique, le Parti arabe palestinien.
Le 25 avril 1936, à l'initiative d'al-Husseini, les chefs des clans arabes de Palestine forment le Haut comité arabe et lui en confient la présidence. En 1936, Al-Husseini est surpris par la grande révolte arabe mais emboîte le pas au mouvement[réf. nécessaire].

#### Grande révolte arabe en Palestine
En janvier 1937, durant son témoignage devant la Commission Peel, il déclare être favorable à la déportation de la plupart des Juifs de Palestine. Selon Benny Morris, il a « systématiquement rejeté un compromis territorial, définissant toute la Palestine en tant qu'État arabe et permettant seulement à une minorité juive composée uniquement de ceux qui avaient vécu dans le pays avant 1914 d'y résider ».
Le 26 septembre 1937, après le meurtre du commissaire britannique pour la Galilée, il est déchu par les Britanniques de sa position au sein du Haut conseil et de son poste de mufti. Recherché par les Anglais, il se cache dans le complexe de la mosquée d'Al-Aqsa puis fuira d'abord en Irak puis au Liban jusqu'en 1939. Durant la même période, il initie une conférence arabe en Syrie, (Bloudan Conference (1937) (en)) afin d'organiser une opposition au plan de partage de la Commission Peel. La conférence réunit 400 délégués, dont 124 Arabes palestiniens. Al-Husseini ne peut y assister mais en est toutefois élu président honoraire.
Alors réfugié au Liban, « il diffuse au sein des populations sunnites une propagande antisioniste et même, plus généralement, antisémite ». Ce qui fut suivi par des émeutes antijuives avec des bombes dans le quartier juif. Surtout que « les tensions entre sionistes et Arabes dans la Palestine voisine sont considérés, au début, comme un problème essentiellement local et n’ont pas de conséquences directes sure les relations entre juifs et musulmans au Liban.
En octobre 1939, étant mis sous surveillance par les autorités françaises, il quitte le Liban pour retourner en héros national au royaume d'Irak d'où il doit fuir en séjournant en Italie, avant de se réfugier en 1941 en Allemagne jusqu'en 1945.

### Seconde Guerre mondiale

#### Collaboration avec les nazis

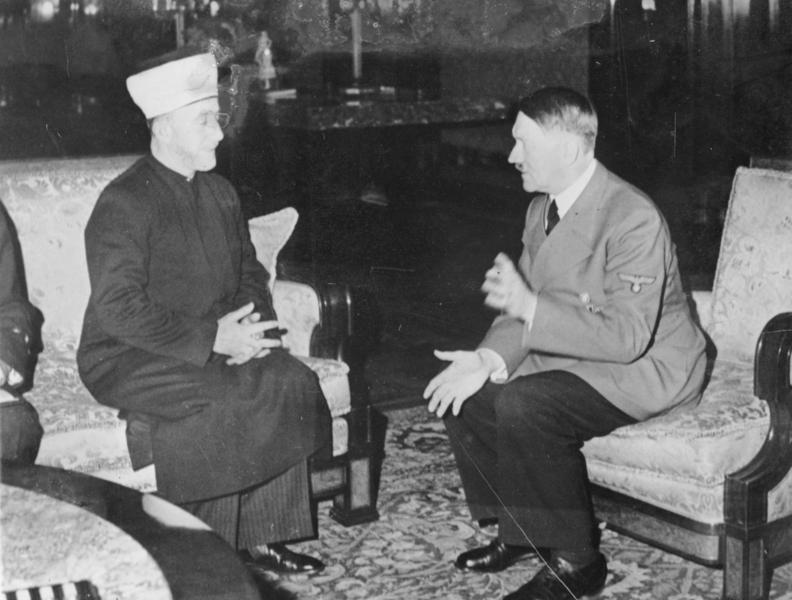
Rencontre avec Hitler en novembre 1941.

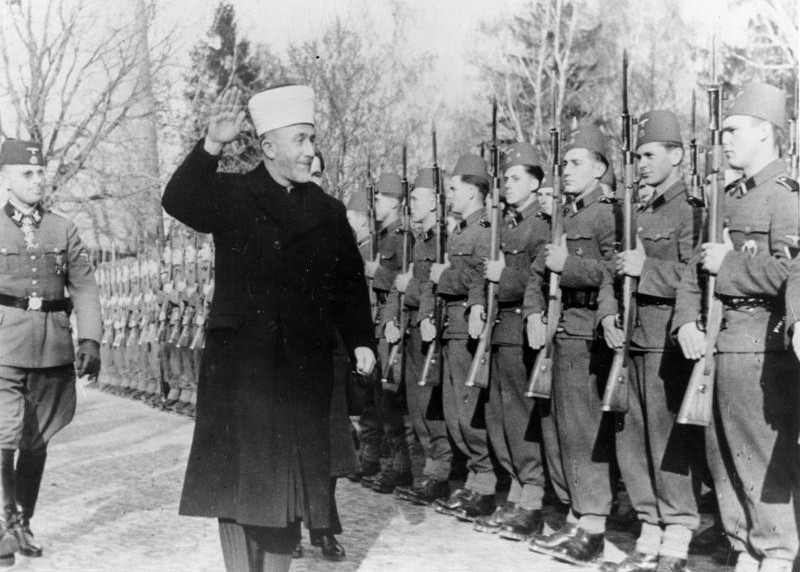
Hadj Amin al-Husseini faisant le salut nazi en passant en revue une unité de la 13e division de montagne de la Waffen SS Handschar, composée en grande partie de musulmans de Bosnie (Silésie, novembre 1943).

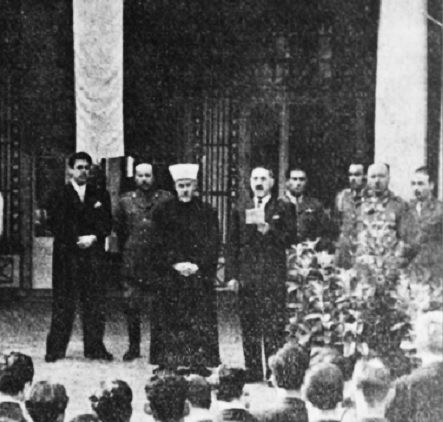
Rachid Ali al-Gillani et Haj Amin al-Husseini lors d'un discours à Berlin, pour l’anniversaire du coup d’État anti-britannique en Irak du 1er avril 1941 ; année inconnue : 1942, 1943 ou 1944.

Soutenant la prise du pouvoir par Rachid Ali al-Gillani en Irak, il prononce à la radio irakienne une fatwa appelant les musulmans au djihad contre le Royaume-Uni. La victoire britannique dans la guerre anglo-irakienne le force à fuir sur le territoire de l'État impérial d'Iran. Après l'invasion anglo-soviétique de l'Iran, il est exfiltré en automne 1941 d’Iran par les services secrets italiens vers l’Italie fasciste, où il réside pendant un mois. Le 27 octobre 1941, il est reçu par Benito Mussolini, qui accepte le principe d'un soutien de l'Axe à sa cause. Selon le récit d'Al-Husseini, ce fut une réunion à l'amiable dans laquelle Mussolini exprima son hostilité envers les Juifs et le sionisme[réf. nécessaire]. Benito Mussolini et l'Italie fasciste avaient soutenu financièrement les rebelles arabes lors de la grande révolte arabe de 1936-1939 en Palestine mandataire.
Le 28 novembre 1941, Al-Husseini se rend en Allemagne où il est reçu par Hitler. Lors de leur conversation, Hitler lui explique que les motivations de tous les nationaux-socialistes à « persévérer dans un combat sans merci contre les Juifs » sont leurs tentatives de destruction de l'Allemagne ainsi que leur responsabilité dans le déclenchement de la Première Guerre mondiale et la montée du communisme. Le mufti lui répond que : « Nous Arabes, pensons que c'est le sionisme qui est à l'origine de tous ces sabotages et non pas les Juifs », ce à quoi Hitler lui répond que les Arabes sont un peuple sentimental et que sa conviction est fondée scientifiquement. Hitler dira plus tard avoir été impressionné par la prudence du mufti.
Il s'installe à Berlin et y retrouve ses fidèles lieutenants Abou Ibrahim al-Kabir, Hassan Salameh et Arif Abd al-Raziq, ainsi qu’Abd al-Qadir al-Husseini et Fawzi al-Qawuqji. Il travaille ensuite à des émissions de radio de propagande, destinées aux mondes arabe et musulman et où il exhorte les auditeurs à « tuer les Juifs où qu'on les trouve [car] cela satisfait Dieu, l'histoire et la religion ; cela sauve votre honneur ! »,. En mai 1943, il collabore aux recrutements de musulmans des Balkans pour former la 13e division de montagne de la Waffen SS Handschar.
Malgré cela, la majorité des Arabes et des Palestiniens ne le suivront pas. « Les Arabes et les Berbères qui combattirent dans les rangs des Alliés durant la Seconde Guerre mondiale sont considérablement plus nombreux que ceux qui combattirent dans les rangs des pays de l'Axe ». Seulement 6 300 Arabes rejoignirent différentes organisations militaires nazies tandis que 259 000 rejoignirent les Alliés, dont 9 000 Palestiniens.

#### Attitude pendant la Shoah
Après le Farhoud, ce pogrom perpétré à Bagdad en juin 1941, où 179 à 600 Juifs irakiens sont massacrés, « le rapport de la commission d’enquête gouvernementale au sujet de ces atrocités cite comme cause première des émeutes la propagande nazie et notamment celle que diffusaient le mufti de Jérusalem ainsi que les phalangistes », alors qu'al-Husseini se trouvait à Bagdad quelques jours avant les massacres.
Le 13 mai 1943, Amin al-Husseini demande au ministre des Affaires étrangères allemand « de faire tout son possible » pour bloquer les transferts éventuels de Juifs de Bulgarie, de Hongrie et de Roumanie vers la Palestine à la suite d'informations selon lesquelles 4 000 enfants juifs accompagnés de 500 adultes avaient réussi à rejoindre cette région. Cette requête lui fut accordée,. En mai 1943, il recommande aux Bulgares d'envoyer des enfants juifs de Bulgarie en Pologne plutôt que de les laisser émigrer en Palestine.
À l'été 1943, Heinrich Himmler lui révèle que « l'extermination des Juifs est en cours et qu'environ trois millions ont déjà été liquidés ». Lors de la même réunion, Himmler lui demande comment il compte régler la question juive dans son pays, ce à quoi il répond : « Tout ce que nous voulons est qu'ils retournent dans leur pays d'origine. »

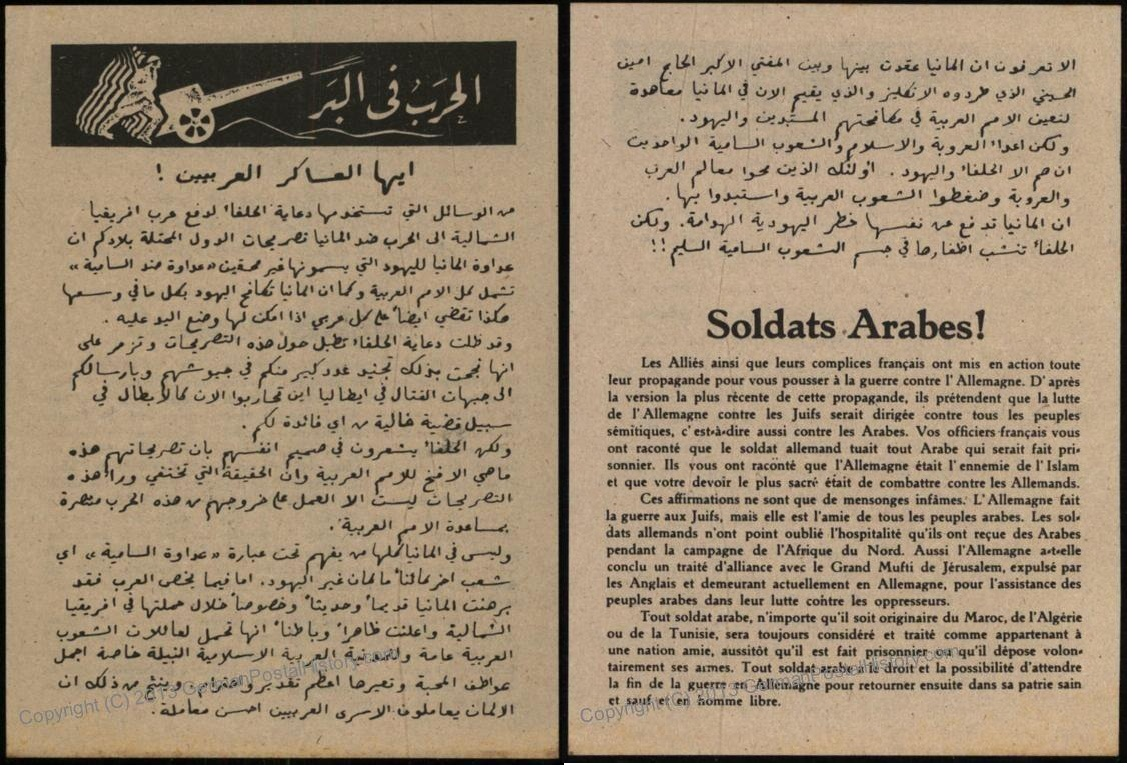
Appel en arabe et en français aux soldats arabes du Maghreb : « ... L'Allemagne fait la guerre aux Juifs, mais elle est l'amie de tous les peuples arabes...(elle) a conclu une alliance avec le grand Mufti de Jérusalem », années 1940.

Dans une déclaration publique à Berlin le 2 novembre 1943, il déclare que « les musulmans devraient suivre l'exemple des Allemands qui ont trouvé une solution définitive au problème juif ». Le 25 juillet 1944, il écrit au ministre hongrois des Affaires étrangères son opposition à la délivrance de sauf-conduits pour 900 enfants juifs et 100 adultes pour être transférés hors de Hongrie et réitère sa demande.
Dans ses mémoires, le mufti écrit que les accusations relatives à son implication dans l'Holocauste sont mensongères : « Durant le régime nazi, les Allemands réglèrent leurs comptes avec les Juifs bien avant mon arrivée en Allemagne et n'eurent besoin d'aucune incitation pour le faire ». Il rajoute, évoquant une plainte déposée contre lui à l'ONU en 1947, que « les Allemands étaient suffisamment sans pitié et n'avaient eu besoin d'aucun encouragement pour exterminer les juifs » et que, pour sa part, opposé au projet de transférer les Juifs d'Europe de l'Est en Palestine, il s'était contenté d'écrire « à Ribbentrop, Himmler et Hitler jusqu'à ce qu['il] réussisse à faire échouer leurs efforts ». Le mufti affirme également que quand il envoya ses requêtes « son intention n'était pas d'empêcher l'extirpation des Juifs mais plutôt d'empêcher un flot d'immigration agressive juive visant à inonder la Palestine et à la vider de ses natifs comme en fait cela se produisit plus tard ».

#### Refuge en France et fuite en Égypte
À l'issue de la guerre, Amin al-Husseini fut recherché par les Britanniques en tant que collaborateur et par les Yougoslaves en tant que criminel de guerre.
Il trouva refuge dans la région de Constance où il fut « arrêté » le 15 mai 1945 par les troupes françaises. Le 19 mai, il fut transféré dans la région parisienne où il fut hébergé avec ses deux secrétaires dans une villa de Saint-Maur-des-Fossés et ce dans des conditions très favorables. À titre d’exemple, il recevait ses repas d’un restaurant voisin et, plus tard, un cuisinier fut mis à sa disposition par la mosquée de Paris. La maison était placée sous la surveillance de la police judiciaire de la préfecture de police mais c’était le Quai d’Orsay qui déterminait les conditions de détention du mufti et la politique à adopter à son égard. En octobre 1945, le mufti déménagea dans la villa « La Roseraie », à Bougival, puis il changea encore de lieu de résidence. Il était autorisé à librement se déplacer et recevoir ses invités.
À plusieurs reprises, la France refusa de répondre aux demandes d’extradition de la Grande-Bretagne et de la Yougoslavie. En septembre 1945, les autorités françaises prirent la décision de permettre au mufti d’aller dans un pays arabe et la diplomatie française effectua des démarches diplomatiques auprès de ces pays afin qu’ils exigent la libération du mufti. Craignant en effet les réactions des États-Unis et de la communauté juive, la France voulait que cette libération apparaisse comme la conséquence des pressions irrésistibles des pays arabes, pressions auxquelles la Grande-Bretagne n’aurait pu d’ailleurs elle-même résister si elle avait été dans la même situation. Finalement, après avoir pu déjouer les surveillances, le mufti réussit à quitter la France le 29 mai 1946 à 11 heures, en prenant un vol régulier de la compagnie américaine TWA d’Orly au Caire, muni d’un faux passeport fourni par le Quai d'Orsay et sous un nom d’emprunt.
Son passif pro-nazi ne l'a pas transformé en un paria après la guerre. À son retour dans le monde arabe, en Égypte à l'été 1946, il a été salué par les masses en tant que héros. Abdul Rahman Hassan Azzam, secrétaire général de la Ligue arabe, a persuadé les gouvernements occidentaux de ne pas le poursuivre pour crimes de guerre. Selon Jeffrey Herf, pour son clan et son parti politique, le Parti arabe palestinien, ses activités durant la guerre « étaient une source de fierté et pas de honte ».

### Guerre israélo-arabe de 1948

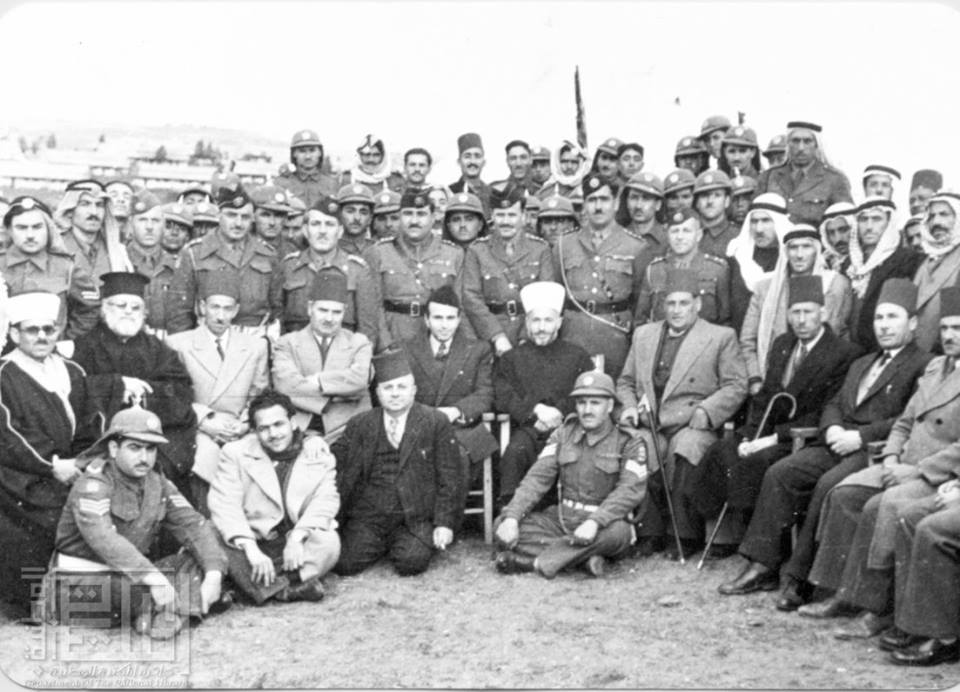
Légionnaires arabes jordaniens avec des personnalités palestiniennes dont Al-Husseini, en 1947.

Durant la guerre israélo-arabe de 1948, il mène, dans le camp arabe, le clan nationaliste palestinien, s'opposant à la fois à la fondation d'un État juif et aux ambitions du roi Abdallah Ier d'annexer une portion de la Palestine. Le 20 juillet 1951 à Jérusalem, Abdallah sera assassiné par Mustapĥa Ashu, âgé de 21 ans, de deux balles dans la poitrine et une dans la tête, et ce, sur ordre probable de Hadj Amin al-Husseini, via le colonel Abdulah El Tell,.
À la suite de son isolement au sein du monde arabe et de la mort de ses deux officiers sur le terrain Abd al-Kader al-Husseini et Hassan Salameh, son influence sur la guerre sera limitée à la première partie de la guerre.
Le 15 mai 1948, à la suite de la débâcle palestinienne, des contingents égyptiens, syriens, jordaniens et irakiens entrent dans l'ancienne Palestine mandataire. Ils désarment des milices palestiniennes, prennent le contrôle des territoires arabes et affrontent les forces israéliennes.
La guerre se solde en définitive par le partage de l'ancienne Palestine mandataire entre Israël et la Jordanie, la bande de Gaza passant sous administration militaire égyptienne.

#### Gouvernement de toute la Palestine
Al-Husseini est opposé à l'annexion jordanienne et les États de la Ligue arabe ne sont pas favorables à voir le territoire jordanien grandir de la sorte.
En juillet 1948 la Ligue arabe adhère en conséquence à la demande du mufti de formation d'un gouvernement palestinien et annonce la création d'un « Gouvernement de tous les Palestiniens ». En septembre 1948, al-Husseini est placé à la tête de ce gouvernement, son frère Jamal al-Husseini nommé ministre des Affaires étrangères et un autre membre de la famille Husseini, ministre de la Défense.
Le 23 septembre, un congrès palestinien se réunit à Gaza sous l'égide de l'Égypte pour proclamer un État palestinien. Les leaders palestiniens ont obtenu le soutien de la Ligue arabe pour autant qu'ils n'élisent pas Amin al-Husseini comme chef du gouvernement. Il présidera cependant la séance.
Le 30 septembre, une assemblée constituante composée de 83 membres du Haut Comité arabe, des comités nationaux, des chambres de commerces et des municipalités se réunit à Gaza et investit le nouveau gouvernement et élit Amin al-Husseini comme président bien que les Égyptiens lui aient interdit l'entrée à Gaza. Il est également décidé de rétablir la milice palestinienne Jaysh al-Jihad al-Muqaddas que les Jordaniens ont démobilisée et désarmée quand ils sont entrés en Palestine, afin qu'elle redevienne l'instrument de libération de toute la Palestine. Dans la pratique, le gouvernement n'aura que très peu de moyens et ne sera actif que dans les zones sous contrôle égyptien.
Le mufti signe la « déclaration de l'indépendance de la Palestine ». La Jordanie s'oppose à ce gouvernement. Elle convoque le 2 octobre à Amman un congrès palestinien qui rejette la légitimité du « gouvernement de toute la Palestine » et elle fait désarmer tous ses membres dans les territoires qu'elle contrôle. Ce dernier est reconnu par l'Égypte et l'Irak le 12 octobre, par la Syrie et le Liban le 13, par l'Arabie saoudite le 15 et par le Yémen le 16. La Grande-Bretagne fait pression pour empêcher cette reconnaissance et les États-Unis déclarent que la création d'un gouvernement de « toute la Palestine » ne favorise pas une solution au conflit israélo-palestinien en particulier au vu du rôle qu'y joue Husseini.

### 1948-1960

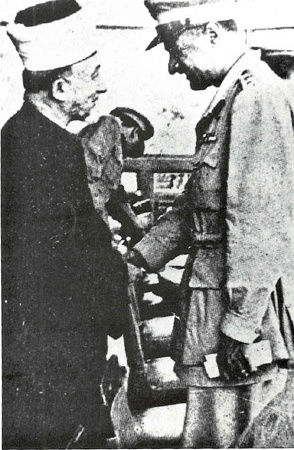
Rencontre de Hadj Amin al-Husseini avec Gamal Abdel Nasser, le futur président égyptien en 1948 pendant la guerre israélo-arabe de 1948-1949.

Depuis son exil égyptien, al-Husseini a utilisé son influence pour encourager la participation de l'armée égyptienne à la guerre israélo-arabe de 1948. Il a participé à des négociations de haut niveau entre dirigeants arabes - avant et pendant la guerre - lors d'une réunion tenue à Damas en février 1948, pour organiser le champ de bataille palestinien. Commandants de l'Armée de la Guerre Sainte, Hassan Salameh et Abdel Kader al-Husseini (son neveu), se sont vu attribuer le district de Lydda et Jérusalem respectivement. Cette décision a ouvert la voie à l’affaiblissement de la position du mufti parmi les États arabes. Le 9 février 1948, quatre jours après la réunion de Damas, il subit un sévère revers à la Ligue arabe, lorsque ses demandes d'une plus grande autodétermination palestinienne dans les zones évacuées par les Britanniques et de prêts financiers ont été rejetées. Ses revendications comprenaient la nomination d'un représentant arabe palestinien à l'état-major général de la Ligue, la formation d'un gouvernement provisoire palestinien, le transfert d'autorité aux comités nationaux locaux dans les zones évacuées par la Ligue, et à la fois un prêt pour l'administration palestinienne et une affectation de sommes importantes à l'exécutif supérieur arabe pour les Arabes palestiniens ayant droit à des dommages-intérêts de guerre.
Anouar Nusseibeh, un partisan d'al-Husseini, a déclaré qu'il refusait de fournir des armes à qui que ce soit, à l'exception de ses fidèles partisans, et qu'il ne recrutait que des partisans fidèles pour les forces de l'Armée de la guerre sainte. Cela explique en partie l'absence d'une force arabe organisée et la quantité insuffisante d'armes, qui ont tourmenté les défenseurs arabes de Jérusalem.

### Création d'un gouvernement panpalestinien
À la suite de rumeurs selon lesquelles le roi Abdallah Ier de Transjordanie a rouvert les négociations bilatérales avec Israël qu'il avait menées naguère clandestinement avec l'Agence juive, la Ligue arabe, dirigée par l'Égypte, décide de créer le Gouvernement de toute la Palestine le 8 septembre 1948, sous la direction nominale de al-Husseini à Gaza. Avi Shlaïm écrit :

« La décision de former le gouvernement de toute la Palestine à Gaza et la faible tentative de créer des forces armées sous son contrôle ont fourni aux membres de la Ligue arabe les moyens de se dégager de toute responsabilité directe dans la poursuite des crimes commis [...] et de retirer leurs armées de Palestine avec une certaine protection contre le tollé populaire. Quel que soit l'avenir à long terme du gouvernement arabe de Palestine, son objectif immédiat, tel que conçu par ses sponsors égyptiens, était de fournir un point focal d'opposition à Abdallah et de servir d'instrument pour contrecarrer son ambition de fédérer les régions arabes avec la Transjordanie. »

Le gouvernement panpalestinien est proclamé à Gaza le 22 septembre, en quelque sorte comme contre-mesure contre la Jordanie. Selon Moshe Ma'oz, il s'agissait « d'un simple outil pour justifier l'occupation de la bande de Gaza par Le Caire ». La pré-conférence de la Ligue arabe obtient un accord pour qu'Ahmad Hilmi Pacha préside le gouvernement, tout en donnant à al-Husseini un rôle nominal, dépourvu de responsabilités. Un Conseil national palestinien est convoqué à Gaza le 30 septembre 1948, sous la présidence d'Amin al-Husseini. Le 30 septembre, al-Husseini est élu président à l’unanimité, mais n’a aucune autorité en dehors des zones contrôlées par l’Égypte. Le conseil adopte une série de résolutions culminant le 1er octobre 1948, avec une déclaration d'indépendance sur l'ensemble de la Palestine, ayant Jérusalem comme capitale. Le gouvernement panpalestinien est ainsi né sous la direction nominale d'Amin al-Husseini, le Mufti de Jérusalem, nommé président,. Ahmed Hilmi Abd al-Baqi est nommé Premier ministre. Le cabinet Hilmi est composé en grande partie de proches et de partisans d'Amin al-Husseini, mais comprend également des représentants d'autres factions de la classe dirigeante palestinienne. Jamal al-Husseini est ministre des Affaires étrangères, Raja al-Husayni ministre de la Défense, Michael Abcarius ministre des Finances et Anouar Nusseibeh secrétaire du cabinet. Au total, douze ministres, vivant dans différents pays arabes, se rendent à Gaza pour prendre leurs nouvelles fonctions. Cette décision de créer le Gouvernement panpalestinien a été prise par un Haut Comité Arabe qui n'a qu'un faible rôle.
Le roi jordanien Abdallah riposte le 2 octobre en organisant un congrès palestinien qui annule la décision prise à Gaza. Abdallah considère la tentative de relancer l'Armée de la guerre sainte d'Al-Husseini comme un défi à son autorité et, le 3 octobre, son ministre de la Défense ordonne que tous les corps armés opérant dans les zones contrôlées par la Légion arabe soient dissous. Glubb Pacha  exécute l'ordre de manière impitoyable et efficace. Cependant, l'Égypte reconnait le gouvernement panpalestinien le 12 octobre. Elle est suivie par la Syrie et le Liban le 13 octobre, l'Arabie saoudite le 14 et le Yémen le 16. L'Irak prend la même décision dès le 12 mais ne la rend pas publique. La Grande-Bretagne et les États-Unis soutiennent la Jordanie, les États-Unis affirmant que le rôle d'Al-Husseini dans la Seconde Guerre mondiale ne pouvait être ni oublié ni pardonné. L'argumentaire  est le suivant :

« Les dirigeants d'al-Hajj Amin al-Husseini et du Haut Comité arabe, qui dominaient la scène politique palestinienne depuis les années 1920, ont été dévastés par le désastre de 1948 et discrédités par leur incapacité à l'empêcher. »

### Exil de Palestine

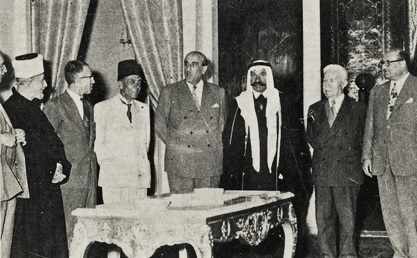
Les dirigeants syriens et palestiniens rencontrent le président syrien Choukri al-Kouatli au palais présidentiel, 1955. De droite à gauche : Sabri al-Asali, Fares al-Khoury, Sultan el-Atrache, Quwatli, Mohamed Ali Eltaher, Nazim al-Qodsi, Amin al-Husseini et Muin al-Madi.

Amin al-Husseini vit en Égypte jusqu'en 1960.
Bien qu'al-Husseini ait été démis du Conseil suprême musulman et d'autres fonctions administratives par le gouvernement britannique en 1937, celui-ci ne l'a pas démis du poste de mufti de Jérusalem. Ils ont expliqué plus tard que cela était dû à l'absence de procédure légale ou de précédent. Cependant, le 20 décembre 1948, le roi Abdullah annonça son remplacement comme mufti par son rival de longue date Husam Al- Din Jarallah.
Le roi a été assassiné le 20 juillet 1951, à la veille de pourparlers secrets projetés avec Israël, par un militant, Mustafa Ashu, partisan d'al-Husseini, en entrant dans le Haram ash-Sharif pour prier. Il n'y a aucune preuve qu'Al-Husseini était impliqué, bien que Moussa al-Husseini figurait parmi les six inculpés et exécutés après un verdict contesté. Abdallah a été remplacé par le roi Talal, qui a refusé de permettre à al-Husseini d'entrer à Jérusalem. Le petit-fils d'Abdallah, Hussein, qui était présent lors du meurtre, a finalement levé l'interdiction en 1967, recevant al-Husseini comme invité d'honneur dans sa résidence royale de Jérusalem après avoir déraciné l'OLP de Jordanie.
En 1951, il participe au Congrès islamique mondial à Karachi, au Pakistan dont il est élu président. Il a assisté à d'autres congrès islamiques au Pakistan ce qui augmente sa popularité dans ce pays.
Le gouvernement palestinien a été entièrement transféré au Caire fin octobre 1948 et est devenu un gouvernement en exil, perdant progressivement toute importance. Faisant partie du Gouvernement panpalestinien, al-Husseini est également resté en exil à Héliopolis en Égypte pendant une grande partie des années 1950. Comme avant 1948, lorsque le Yishuv croyait que la main de l'ex-Mufti pouvait être détectée. Israël a persisté à affirmer qu'al-Husseini était à l'origine de nombreux raids frontaliers depuis les territoires contrôlés par la Jordanie et l'Égypte, et l'Égypte a exprimé une volonté de l'expulser si des preuves étaient disponibles pour étayer les accusations. Le gouvernement panpalestinien a finalement été dissous en 1959 par Nasser lui-même, qui envisageait une République arabe unie englobant la Syrie, l'Égypte et la Palestine. Cette année-là, il a déménagé au Liban. Il a refusé les demandes de soutien à l'OLP émergente après la guerre des Six Jours de 1967.
Au cours des années 1950, il maintient ses liens avec des cellules armées et orchestre des attaques en Israël, ce qui améliore sa popularité dans les pays arabes.
En 1955, il assiste à la Conférence de Bandung en Indonésie afin d'encourager au soutien de la cause palestinienne dans les pays en voie de développement. Cette conférence des pays asiatiques et africains a été une étape importante vers la création du bloc des pays non aligné, devenu extrêmement important pour la cause palestinienne à l'ONU.
Selon Léon Poliakov, Amin al-Husseini a joué un rôle pivot dans l'alignement de pays africains et asiatiques sur les positions antisionistes défendues par les pays arabes. En avril 1955, représentant le Yémen à la conférence de Bandung, Amin al-Husseini s'est efforcé de « révéler les véritables visées sionistes », à savoir « la constitution d'un vaste empire s'étendant du Nil à l'Euphrate — et incluant notamment la ville sainte islamique de Médine ». Si les autres orateurs arabes ont également prononcé des discours anti-israéliens à cette conférence, Amin al-Husseini aurait selon Poliakov été le plus éloquent et aurait convaincu son auditoire au point que, selon le compte rendu paru dans Le Monde du 20 avril 1955, « la résolution anti-israélienne a été le seul point d'accord de la conférence ».

### Déclin et mort
L'établissement de l'OLP marque la fin de la carrière politique d'Al-Husseini. Au cours des dix dernières années de sa vie, le nom d'Husseini « disparaît graduellement dans la presse arabe » et il n'est plus vu aux conférences arabes ou islamiques. Durant cette période, il se consacre à l'écriture de nombreux articles et mémoires sur sa vie ou destinés à répondre à ses nombreuses critiques qui le rendent responsables du drame vécu par le peuple palestinien.
À partir de 1964, le représentant palestinien entendu dans « les institutions de la Ligue arabe, aux réunions de ministres arabes, dans les centres palestiniens de population et dans les médias » est désormais son fondateur Ahmed Choukairy. À la suite de la guerre des Six Jours, Choukairy est contraint à la démission et est remplacé par Yasser Arafat à la tête de OLP, chapeautant désormais les différentes factions palestiniennes unifiées, et considérée comme représentante légitime du peuple palestinien.
Soutenu par la Jordanie et les Frères musulmans, Husseini s'oppose sans succès au monopole de l'OLP sur la cause palestinienne en essayant de fonder des unités militaires sous ses ordres. Celles-ci sont tantôt attaquées par le Fatah d'Arafat, tantôt le rejoignent en abandonnant Husseini. Al-Husseini s'allie alors au roi Hussein de Jordanie pour lutter contre l'influence de l'OLP dont les forces sont chassées de Jordanie à la suite des événements de Septembre noir quand l'armée jordanienne attaque les milices palestiniennes installées dans son pays.
La perte d'influence politique d'Al-Husseini se marque également lors des conférences islamiques. En septembre 1969, il n'est pas invité à la conférence de Rabat tandis que l'OLP l'est en tant qu'observateur et il refuse de participer à celle de Lahore en 1974 à la suite de l'invitation de Yasser Arafat en tant que leader de l'OLP. Il finit par s'y rendre mais n'y aura aucun statut officiel.
Amin al-Husseini meurt d'une crise cardiaque le 4 juillet 1974 à Beyrouth. Il est immédiatement visité par les leaders de l'OLP qui se montreront particulièrement visibles à son enterrement. Selon Zvi Elpeleg, « il est [cependant] improbable qu'il y eût qui que ce soit dans l'OLP qui ait vu la mort d'Haj Amin comme une perte pour le mouvement national palestinien ».
Mohammed Amin al-Husseini est devenu après sa mort « un symbole de défaite » et les Palestiniens ont pour la plupart oublié ses échecs et sa mémoire.

## Analyses et controverses

### Responsabilités du mufti dans le conflit israélo-arabe
Les historiens s'accordent sur la détermination du mufti dans sa lutte contre l'établissement des Juifs en Palestine, sur son antisémitisme et l’importance du rôle qu’il joua à refuser tout accord entre Juifs et Arabes en Palestine mandataire.
Walter Laqueur rapporte des témoignages de l'époque qui vont dans le même sens. Ainsi, en 1938, le colonel Kisch écrit : « Je n'ai aucun doute, quoi qu'il en soit, que sans l'abus par le mufti de ses immenses pouvoirs et la tolérance de ces abus par le gouvernement pendant quinze ans, une compréhension judéo-arabe dans le contexte du mandat aurait été atteinte depuis longtemps. » Cependant Laqueur nuance ce point de vue. Il écrit que : « [si le Mufti] assume beaucoup de responsabilité dans les émeutes de 1929 et la guerre civile de 1936-39 [;] […] il est naïvement optimiste de supposer que sans la nomination du Mufti et ses activités, les relations judéo-arabes auraient suivi un chemin différent [car] tôt ou tard l'élément extrémiste aurait prévalu parmi les autorités arabes. »
Les biographies récentes du mufti vont dans le même sens. Tant l'historien Palestinien Phiip Matar que l'israélien Zvi Elpeleg estiment qu'en 1948, quelles qu'auraient été les actions du mufti, « l' État d’Israël aurait en tout cas vu le jour en raison des puissants soutiens internationaux dont bénéficiaient les sionistes » et que « la création d’un État palestinien était exclue, compte tenu de l’opposition de la plupart des pays arabes à une telle entité souveraine ».

### Antisémitisme et responsabilité dans la solution finale
S'il y a débat sur la portée de l'implication du Mufti dans le processus d'extermination des Juifs, il ne fait néanmoins aucun doute qu'Husseini « a coopéré avec le régime le plus barbare des temps modernes », suivant l'un de ses biographes palestiniens.
James Gelvin (en), professeur d'histoire du Moyen-Orient à UCLA, relativise la collaboration du Mufti avec les Nazis. Selon lui, les opposants à la cause palestinienne ont utilisé sa collaboration pour associer le mouvement à un antisémitisme européen et au programme nazi. Il souligne qu'il ne fut pas le seul leader nationaliste à chercher refuge ou soutien en Allemagne. Dans sa lutte contre les Britanniques, l'indépendantiste indien Subhas Chandra Bose y trouva également refuge, tout comme le leader des chrétiens libanais Pierre Gemayel. À l'époque, le Lehi, un mouvement nationaliste juif, chercha à établir des liens stratégiques avec les Nazis et entama des négociations avec le gouvernement d'Hitler.
Dans son livre « Eichmann à Jérusalem », Hannah Arendt écrit : « Les connexions du Grand Mufti avec les nazis durant la guerre n’étaient pas secrètes ; il avait l’espoir qu’elles l’aideraient à exécuter une sorte de solution finale au Proche-Orient ». Selon l'historien Zvi Elpeleg, il n'y a aucun doute que « la haine d'Husseini n'était pas limitée au sionisme mais s'étendait aux Juifs en tant que tels. (...) Ses contacts étroits et fréquents avec les leaders du régime nazi ne pouvaient lui laisser de doute sur le destin qui attendait ceux dont l'émigration était rendue impossible par ses efforts. Ses nombreux commentaires montrent qu'il n'était pas seulement heureux que les Juifs ne puissent émigrer en Palestine mais qu'il était satisfait de la solution finale nazie ». Dans une étude portant sur les possibilités de voir la solution finale s'établir en Palestine, une équipe d'historiens de l'université de Stuttgart écrit que « Le Grand Mufti de Jérusalem, Hadj Amin al-Husseini, était le plus grand collaborateur des nazis dans le camp arabe et un antisémite sans compromis ». Selon Philip Mattar, aucun matériel historique n'atteste une participation du mufti à la solution finale bien qu'il soit possible qu'il en ait été informé. Cependant, il estime que l'affirmation selon laquelle son antijudaïsme aurait été limitée à l'antisionisme est fausse comme l'attestent ses déclarations relatives à la domination du monde par les Juifs.
Le sociologue des médias Barry Rubin (en) et l'historien Wolfgang G. Schwanitz vont plus loin et estiment que le mufti de Jérusalem a été l'« architecte de l'Holocauste ». Ils estiment qu'il a rendu la Solution finale inévitable en fermant aux Juifs toute possibilité de fuir en Palestine. Cependant, pour Robert Fisk, « faire porter la responsabilité de l'Holocauste sur cette personnalité misérable est une insulte à l'histoire et aux six millions de victimes de ce régime démoniaque ». Selon David Mikics, la thèse du mufti responsable de l'Holocauste est « stupide » et cache un « programme politique » au vu du matériel sur lequel elle se base.
Henry Laurens est plus nuancé. Selon lui, dans l'entre-deux-guerres, le combat du mufti visait le sionisme car il était convaincu que son but était l'expulsion des Arabes de Palestine et de s'emparer du Haram al-Sharif (mont du Temple). Il avait cependant acquis la conviction que le « judaïsme mondial soutenait de façon occulte les sionistes et exerçait une influence majeure » en Grande-Bretagne et aux États-Unis. Se basant sur des propos tenus lors de sa rencontre avec Hitler et Himmler, Henry Laurens estime qu'« il était encore loin de l'antisémitisme nazi ». Ainsi, quand Hitler avance que les Juifs sont responsables de la Première Guerre mondiale, de la montée du communisme et de saper l'essor économique de l'Allemagne et que c'est ce qui le motive à « persévérer dans un combat sans merci contre les Juifs », le mufti lui répond que : « Nous Arabes, pensons que c'est le sionisme qui est à l'origine de tous ces sabotages et non pas les Juifs ». Lors de sa rencontre avec Himmler en 1943 au cours de laquelle ce dernier lui annonce que la solution finale a été enclenchée, il répond que « tout ce que nous voulons [des Juifs] c'est qu'ils retournent dans leur pays d'origine. » Henry Laurens note que la pensée du mufti sur le sort des Juifs de Palestine n'était pas achevée et de toute manière pas d'actualité. Sa conclusion générale est que le mufti a petit-à-petit identifié son combat en Palestine à celui de l'Allemagne contre le judaïsme mondial (en particulier, il adhère aux thèses que le judaïsme serait lié au capitalisme mondial et à leur pseudo-responsabilité dans le déclenchement des deux guerres mondiales) mais qu'il n'a pas adhéré aux idées raciales des Nazis. Il rappelle également qu'il note dans ses Mémoires ne pas avoir été impliqué dans l'extermination des Juifs d'Europe et qu'il n'a jamais adopté d'attitude négationniste sur le sujet.
Rudi Roth accuse Laurens de dédouaner Husseini de la Shoah.
Selon le politologue Gilbert Achcar, le mufti de Jérusalem « a pris fait et cause pour le nazisme, au point d’approuver le « judéocide » et que ce faisant, il est allé bien plus loin que la logique selon laquelle « l’ennemi (allemand) de mon ennemi (britannique) est mon ami ». Selon Philip Mattar et Zvi Elpeleg, le mufti de Jérusalem n'est en définitive responsable d'aucun crime de guerre et aucun des deux ne pense « que les erreurs qu’il a commises ont modifié le cours de l’histoire ».

### Instrumentalisation politique de l'image d'Amin al-Husseini

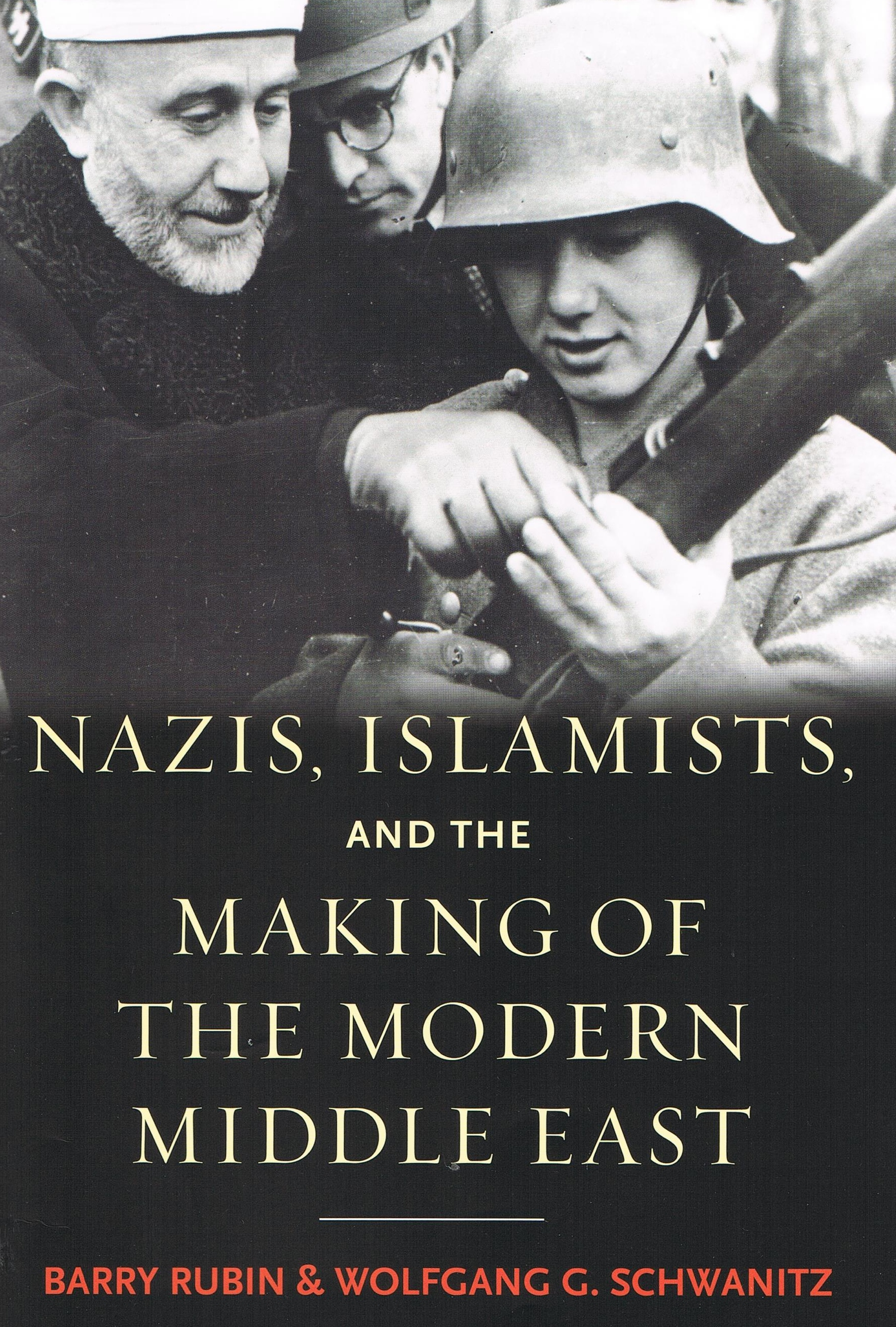
Couverture de l'ouvrage de Barry Rubin et Wolfgang G. Schwanitz.
Selon plusieurs auteurs, il existe une filiation entre le nazisme et l'islamisme dont le vecteur aurait été Amin al-Husseini.

Pour le politologue franco-libanais Gilbert Achcar, le mufti de Jérusalem a occupé une place centrale dans la propagande israélienne visant à « dénoncer [un] antisémitisme congénital [chez les] Arabes » et à « impliquer les Palestiniens et les Arabes dans le génocide nazi ». Cette dimension particulière du conflit israélo-arabe a toujours été cruciale pour l’État d’Israël [qui] doit impérativement cultiver le soutien des pays occidentaux à sa cause. » Les motivations sont de « justifier ainsi l’injustifiable occupation de leurs Territoires ».
Philip Mattar note que les premières biographies du mufti furent écrites par des nationalistes juifs tels que Moshe Pearlman (en) (un proche de David Ben Gourion) ou Joseph Schechtman (un révisionniste) qui le dénigrèrent et discréditèrent son mouvement ; par des nationalistes arabes, prenant faits et cause pour lui ; ou des auteurs national-socialistes instrumentant son combat. La couverture de l'ouvrage de Pearlman montre « le dessin d'un homme grotesque au nez crochu, ironiquement ressemblant à la caricature antisémite d'un Juif, avec des gouttes de sang tombant des ongles ». La réédition de 1988 de sa biographie du mufti est résumée par l'éditeur en ces mots :
« Par le passé, Arabes et Juifs vivaient pacifiquement en Palestine. Leurs dirigeants construisaient leur futur ensemble. Alors arriva Hadj Amin al-Husseini, l'oncle de Yasser Arafat. Il choisit le fascisme et le jihad. Les dirigeants modérés durent partir, intimidés et assassinés par lui. Ses projets sanglants furent temporairement interrompus par la Seconde Guerre mondiale, durant laquelle il partit pour l'Allemagne et où il collabora étroitement avec les dirigeants nazis dans des plans d'extermination et de bataille. Accusé de crime de guerre, il échappa aux Alliés pour poursuivre son travail de terreur, travail perpétué par ses proches et ses associés après sa mort. »
Dans Beyond Chutzpah, Norman Finkelstein met en avant de nombreuses inventions au sujet du Mutfi, que l'on retrouve dans la littérature académique, selon lesquelles par exemple il aurait visité Auschwitz et instigué l'opération Atlas qui aurait visé à empoisonner la population de Tel-Aviv,. En réalité, en octobre 1944, une unité de la Waffen-SS composée de cinq soldats, trois anciens membres de la Société des Templiers en Palestine et deux Arabes palestiniens proches collaborateurs du mufti, a été parachutée en Palestine mandataire avec pour mission de recruter des combattants et de transmettre des informations aux autorités nazies. C'est Bar Zohar, le biographe de David Ben Gourion, qui a par la suite affirmé que l'unité avait aussi pour mission d'empoisonner l'eau de Tel-Aviv. Cette thèse a été rejetée par les historiens.
Dans son ouvrage Les Arabes et la Shoah, Gilbert Achcar souligne que « [c]es dernières années ont vu une recrudescence spectaculaire de la guerre des mots opposant Israël aux Palestiniens et aux Arabes, avec le concours actif des partisans des deux camps en Europe et aux États-Unis.
Dans un ouvrage de 2008, le rabbin conservateur et professeur d'histoire David Dalin présente le mufti comme une « icône du mal », conseiller d'Hitler et responsable de la montée de l'islamisme radical.
Plus récemment, en octobre 2015 et alors qu'il s'adresse au congrès sioniste à Jérusalem, le Premier ministre israélien Benyamin Netanyahou soutient que « Hitler ne voulait pas exterminer les Juifs à l'époque, il voulait seulement les expulser », mais que c'est le mufti qui l'aurait persuadé de les exterminer car il ne voulait pas les voir arriver en Palestine. Cette prise de position entraîne immédiatement de vives polémiques dans lesquelles les propos de Netanyahou sont fermement condamnés ou vivement défendus,,,,,. Au bout d'une semaine et face aux critiques qu'on suscitées ses propos il se rétracte, expliquant qu'il n'a aucunement l'intention de dédouaner les Allemands. Il insiste néanmoins qu'il ne faut pas minimiser le rôle qu'Husseini a joué.
Cette thèse n'est pas nouvelle dans la bouche de Netanyahou. Dans une étude publiée en 2005, l'historienne Idith Zertal fait référence à des propos similaires tenus en 1993 tandis que des négociations étaient engagées entre Israël et l'OLP de Yasser Arafat. Netanyahou affirme à l'époque que le mufti « joua un rôle dans la décision d'exterminer les Juifs d'Europe » et qu'il « proposa à plusieurs reprises (...) à Hitler, Ribbentrop et Himmler [leur] extermination ». Idith Zertal explique que la « démonisation du Mufti » vise à l'époque Arafat et son organisation qui seraient, selon Netanyahou des « descendants spirituels et politiques du mufti de Jérusalem ». Elle rappelle que « cette affirmation n'a pas - et n'a jamais eu - aucune base historique, et qu'elle retire une part de responsabilité importante aux vrais perpétrateurs de la solution finale. »
Idith Zertal estime également que « l'amplification de l'image du mufti et de son rôle dans l'extermination des Juifs d'Europe ne se limite pas aux actes à visées éducatives et politiques du procès Eichmann. Elle s'est également diffusée dans l'historiographie de référence sur l'Holocauste. » Ainsi, reprenant un constat de Peter Novick (en), elle souligne à cet égard à propos de l'Encyclopédie de l'Holocauste (en), projet international de Yad Vashem, « le fait étonnant que le mufti a été dépeint par les auteurs de l'Encyclopédie comme l'un des grands concepteurs et auteurs de la Solution finale : l'article qui lui est consacré est deux fois plus long que ceux de Goebbels et Goering, plus long que la somme des articles consacrés à Heydrich et Himmler et plus long que celui d'Eichmann ». Elle ajoute que, dans la version hébraïque, son article est presque aussi long que celui d'Adolf Hitler. Dans le même ordre d'idées, l’historien israélien Tom Segev souligne que le mur qui lui est consacré à Yad Vashem chercherait à tort à donner l’impression d’une convergence entre le projet génocidaire antisémite du nazisme et l’hostilité arabe à Israël.
Récemment, le sociologue des médias Barry Rubin (en) et l'historien Wolfgang G. Schwanitz ont fait écho à la thèse avancée par Netanyahou en 1993 et ont avancé que le mufti de Jérusalem, « ami et confident d'Adolf Hitler » aurait été l'« architecte de l'Holocauste », que les nazis auraient promu tant l'islamisme que le jihad et que cette alliance « nazislamiste » aurait créé la situation au Moyen-Orient aujourd'hui,. Cette thèse polémique, leur a valu de très vives critiques,.